# کلیفورد توماسون بکت
کلیفورد توماسون بکت (انگلیسی: Clifford Thomason Beckett؛ ۹ نوامبر ۱۸۹۱ – ۱۹۷۲) افسر ارتش بریتانیا بود که سابقه نظامی برجسته‌ای داشت که تقریباً سی و پنج سال به طول انجامید، از جمله خدمت در دو جنگ جهانی. وی برندهٔ جوایزی همچون صلیب نظامی شده‌است.